# Championnat du Nigeria de football 2019-2020
Navigation
Saison précédente Saison suivante
La saison 2019-2020 du Championnat du Nigeria de football est la trentième édition de la première division professionnelle au Nigeria, la Premier League. Les équipes se rencontrent deux fois au cours de la saison, à domicile et à l'extérieur. Les quatre derniers sont relégués dans la National League, la deuxième division nigériane.

## Déroulement de la saison
Le championnat débute le 3 novembre 2019, après la 25e journée du 18 mars 2020 il est interrompu à cause de la pandémie de Covid-19. Le 11 juillet 2020, le championnat est définitivement arrêté, aucun titre sera décerné, il n'y aura pas de promotion ni de relégation. 
Pour les qualifications continentales il sera établi un classement en faisant la moyenne de points par matchs joués.

## Les clubs participants
- Abia Warriors FC
- Akwa United FC
- Plateau United
- Rivers United
- Enugu Rangers
- Enyimba FC
- Katsina United
- Heartland FC
- Ifeanyi Ubah FC
- Kano Pillars
- Lobi Stars FC
- Nasarawa United FC
- Sunshine Stars FC
- MFM FC
- Wikki Tourists
- Kwara United Football Club prend la place de Delta Force FC
- Warri Wolves Football Club - promu de D2
- Dakkada FC  - promu de D2
- Jigawa Golden Stars FC - promu de D2
- Adamawa United Football Club - promu de D2

## Compétition
Le barème de points servant à établir le classement se décompose ainsi :
- Victoire : 3 points
- Match nul : 1 point
- Défaite : 0 point

### Classements
| Rang | Équipe                         | Pts       | J  | G  | N  | P  | Bp | Bc | Diff |
| ---- | ------------------------------ | --------- | -- | -- | -- | -- | -- | -- | ---- |
| 1    | Plateau United                 | 49 (1,96) | 25 | 14 | 7  | 4  | 36 | 15 | +21  |
| 2    | Enyimba FC T                   | 36 (1,80) | 20 | 11 | 3  | 6  | 30 | 20 | +10  |
| 3    | Rivers United                  | 45 (1,80) | 25 | 13 | 6  | 6  | 28 | 15 | +13  |
| 4    | Lobi Stars FC                  | 43 (1,72) | 25 | 12 | 7  | 6  | 26 | 19 | +7   |
| 5    | Enugu Rangers                  | 37 (1,54) | 24 | 10 | 7  | 7  | 25 | 20 | +5   |
| 6    | Kano Pillars                   | 34 (1,42) | 24 | 8  | 10 | 6  | 27 | 18 | +9   |
| 7    | Katsina United                 | 34 (1,42) | 24 | 9  | 7  | 8  | 18 | 25 | -7   |
| 8    | Akwa United FC                 | 35 (1,40) | 25 | 8  | 11 | 6  | 23 | 22 | +1   |
| 9    | Warri Wolves Football ClubP    | 33 (1,38) | 24 | 9  | 6  | 9  | 25 | 23 | +2   |
| 10   | Sunshine Stars FC              | 34 (1,36) | 25 | 9  | 7  | 9  | 27 | 29 | -2   |
| 11   | Ifeanyi Ubah FC                | 33 (1,32) | 25 | 10 | 3  | 15 | 25 | 28 | -3   |
| 12   | Dakkada FC P                   | 34 (1,31) | 26 | 8  | 10 | 8  | 21 | 38 | -17  |
| 13   | Heartland FC                   | 32 (1,28) | 25 | 9  | 5  | 11 | 21 | 21 | 0    |
| 14   | MFM FC                         | 31 (1,24) | 25 | 8  | 7  | 10 | 19 | 19 | 0    |
| 15   | Wikki Tourists FC              | 31 (1,24) | 25 | 8  | 7  | 10 | 23 | 24 | -1   |
| 16   | Abia Warriors FC               | 30 (1,20) | 25 | 8  | 6  | 11 | 23 | 28 | -5   |
| 17   | Nasarawa United FC             | 29 (1,16) | 25 | 8  | 5  | 12 | 27 | 27 | 0    |
| 18   | Jigawa Golden Stars FC P       | 29 (1,16) | 25 | 9  | 2  | 14 | 25 | 35 | -10  |
| 19   | Kwara United Football Club     | 28 (1,12) | 25 | 8  | 4  | 13 | 23 | 33 | -10  |
| 20   | Adamawa United Football Club P | 21 (0,80) | 25 | 6  | 2  | 17 | 17 | 47 | -30  |

|  | Qualification pour la Ligue des champions de la CAF 2020-2021                            |
|  | Qualification pour la Coupe de la confédération 2020-2021                                |
|  | T : Tenant du titre C : Vainqueur de la Coupe du Nigeria P : Promu de la National League |

- Kano Pillars qualifié pour la Coupe de la confédération 2020-2021 en tant que vainqueur de la Coupe de la fédération 2019.

## Bilan de la saison
| Championnat du Nigeria de football 2019-2020 |                                     |
| Champion                                     | aucun                               |
| Coupes et trophées                           |                                     |
| Vainqueur de la Coupe du Nigeria 2019-2020   | non disputée                        |
| Qualifications continentales                 |                                     |
| Ligue des champions de la CAF 2020-2021      | Plateau United Football Club        |
| Ligue des champions de la CAF 2020-2021      | Enyimba International Football Club |
| Coupe de la confédération 2020-2021          | Rivers United Football Club         |
| Coupe de la confédération 2020-2021          | Kano Pillars Football Club          |
| Promotions et relégations                    |                                     |
| Promus en Premier League                     | aucun                               |
| Relégués en National League                  | aucun                               |